# Sandy Cove (Eastport)
Sandy Cove is een gemeente (town) in de Canadese provincie Newfoundland en Labrador. De gemeente ligt op het schiereiland Eastport aan de oostkust van het eiland Newfoundland.

## Geschiedenis
In 1956 werd het dorp een gemeente met de status van local government community (LGC). In 1980 werden LGC's op basis van The Municipalities Act als bestuursvorm afgeschaft. De gemeente werd daarop automatisch een community om een aantal jaren later uiteindelijk een town te worden.

## Geografie
Sandy Cove ligt aan de zuidkust van het schiereiland Eastport. Het ligt aan Newman Sound, een zij-arm van Bonavista Bay, en kijkt uit over Swale Island. Het grenst in het westen aan de gemeente Happy Adventure, in het noorden aan de gemeente Eastport en in het oosten aan de gemeente Salvage.

## Demografie
Demografisch gezien is Sandy Cove, net zoals de meeste dorpen op Newfoundland, aan het krimpen. Tussen 1986 en 2021 daalde de bevolkingsomvang van 193 naar 120. Dat komt neer op een daling van 73 inwoners (-38%) in 35 jaar tijd.
| Demografische ontwikkeling van Sandy Cove tussen 1951 en 2021 |
| ------------------------------------------------------------- |
|                                                               |
| Bron: 1951–1986, 1991–1996, 2001–2006, 2011–2016, 2021        |

## Toerisme
Sandy Cove is net als de aangrenzende gemeente Eastport populair bij toeristen vanwege de aanwezigheid van een zandstrand, wat uiterst zeldzaam is op Newfoundland, en de nabijheid tot het Nationaal Park Terra Nova.

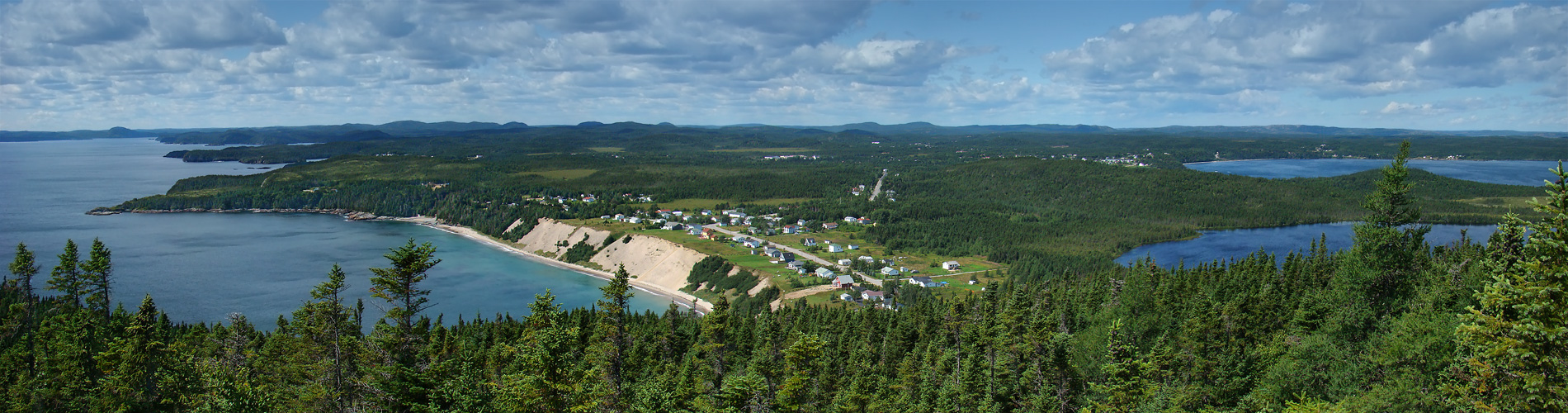
Zicht op het aan Newman Sound gelegen Sandy Cove (blik naar het westen)